# Santiago Porteiro
Santiago Porteiro (Madrid, 12 december 1979) is een Spaans autocoureur.

## Carrière
Porteiro begon zijn autosportcarrière in het karting in 1994, waarin hij tot 1998 actief bleef. In 2000 maakte hij de overstap naar het formuleracing, waarbij hij zes van de acht raceweekenden van de Open Telefónica by Nissan reed voor het team Elide Racing. Met een zevende plaats op het Circuito de Albacete als beste klassering werd hij achttiende in de eindstand met 6 punten. In 2001 maakte hij de overstap naar het team Vergani Racing. Hij stond drie keer op het podium; eenmaal op Albacete en tweemaal op het Circuit Ricardo Tormo Valencia. Met 66 punten eindigde hij op de achttiende plaats in het kampioenschap.
In 2002 maakte Porteiro de overstap naar de Formule Nissan 2000, het voorportaal van de Open Telefónica by Nissan, dat inmiddels van naam was veranderd naar de World Series by Nissan. Hierin kwam hij uit voor het team Repsol-Meycom. Hij kende een succesvol seizoen waarin hij twee races won op Valencia en twee op het Autodromo Nazionale Monza en hiernaast nog vijf podiumplaatsen behaalde. Met 168 punten werd hij de eerste kampioen in de klasse, met slechts één punt voorsprong op Matteo Bobbi.
In 2003 keerde Porteiro terug in de World Series by Nissan, waarbij hij uitkwam voor het team Campos Motorsport. Met een vijfde plaats op Monza als beste resultaat werd hij zestiende in het eindklassement met 16 punten. In 2004 had hij geen vast racezitje, maar keerde hij eenmalig terug bij het team Porfesa Competición tijdens het voorlaatste raceweekend op Valencia. Met een vijfde plaats en een uitvalbeurt als resultaten werd hij achttiende in de eindstand met 6 punten.
In 2005 verliet Porteiro het formuleracing en maakte hij de overstap naar de Eurocup Mégane Trophy, waarin hij de eerste vier raceweekenden van het seizoen bij Porfesa bleef rijden. Een zesde plaats in Valencia was zijn beste resultaat en hij werd hiermee zeventiende in het kampioenschap met 10 punten. In 2007 reed hij nog twee races in het Spaanse GT-kampioenschap, maar hierna heeft hij niet meer deelgenomen aan grote internationale kampioenschappen.